# Sigy-le-Châtel
Sigy-le-Châtel – miejscowość i gmina we Francji, w regionie Burgundia-Franche-Comté, w departamencie Saona i Loara.
Według danych na rok 1990 gminę zamieszkiwało 115 osób, a gęstość zaludnienia wynosiła 17 osób/km² (wśród 2044 gmin Burgundii Sigy-le-Châtel plasuje się na 795. miejscu pod względem liczby ludności, natomiast pod względem powierzchni na miejscu 1126.).